# Norma Jansson
Norma Jansson, född 1929 i Göteborg, är en svensk målare och grafiker. 
Jansson studerade vid Hovedskous målarskola i Göteborg 1974-1977 Separat har hon ställt ut i Göteborg, Stockholm, Halmstad, Västerås och Malmö samt ett antal samlingsutställningar och vandringsutställningar i Sverige. Hennes konst består av landskapsmålningar. Jansson är representerad vid Statens konstråd och olika konstföreningar.